# Lynn Davies
Lynn Davies CBE (Nantymoel, 20 mei 1942) is een voormalige Britse atleet, die gespecialiseerd was in het verspringen. In de jaren zestig behoorde hij tot de wereldtop van het verspringen. Hij werd olympisch kampioen, tweemaal Gemenebest kampioen en Europees kampioen (in- en outdoor) in deze discipline. In totaal nam hij driemaal deel aan de Olympische Spelen en won hierbij één medaille, de gouden.

## Biografie

### Brits recordhouder
Na een veelbelovende carrière als footballspeler, stapte Davies over op atletiek. Hij deed eerst aan hink-stap-springen, maar werd in 1961 door de bondscoach Ron Pickering overgehaald om te gaan verspringen. Dit bleek een wijs besluit en een jaar later maakte hij al zijn internationale debuut bij de Europese kampioenschappen in Belgrado. Later dat jaar behaalde hij een vierde plaats op de Gemenebestspelen met een verbetering van het Britse record tot 7,72 m. In 1964 verbeterde hij het Britse record opnieuw tot 8,01 (mei) en later zelfs tot 8,02 (juli).

### Olympisch kampioen
In 1964 maakte Lynn Davies zijn olympisch debuut op de Olympische Spelen van 1964 in Tokio. Op deze Spelen nam hij deel aan drie onderdelen, te weten: verspringen, 100 m en de 4 × 100 m estafette. Bij het verspringen moest hij het opnemen tegen de wereldrecordhouder Ralph Boston en de meervoudig Europees kampioen Igor Ter-Ovanesjan. Op de dag van de finale regende het de hele dag in Tokio en konden beide favorieten niet optimaal presteren. Davies profiteerde van dit voordeel door het olympisch goud te veroveren. Met een beste poging van 8,07 versloeg hij de Amerikaan Ralph Boston (zilver; 8,03) en de Sovjet-Russische Igor Ter-Ovanesjan (brons; 7,99). Op de 100 m sneuvelde hij in de series met een tijd van 10,7 s. Op de 4 × 100 m estafette verging het hem beter. Hierbij eindigde hij met zijn teamgenoten Peter Radford, Ronald Jones en Menzies Campbell op een achtste plaats in de finale.

### Overige successen
Twee jaar later op de Gemenebestspelen van 1966 was Davies opnieuw succesvol en keerde hij huiswaarts met een gouden medaille. In 1967 won hij de Europese indoortitel en in 1968 verbeterde hij het Gemenebest record tot 8,23. Op de Olympische Spelen van 1968 in Mexico-Stad behaalde hij weliswaar de finale, maar kreeg zijn zelfvertrouwen door Bob Beamons legendarische sprong van 8,90 zo'n knauw, dat hij genoegen moest nemen met een negende plaats. In 1970 prolongeerde hij zijn Gemenebest titel in Edinburgh.
Aan het einde van zijn sportieve loopbaan nam Davies nog deel aan de Olympische Spelen van München. Door een blessure kon hij niet optimaal presteren en zodoende kwam hij met 7,64 niet verder dan de kwalificatieronde.

### Blijvende betrokkenheid
In 1973 werd hij aangesteld als technisch directeur van de Canadese atletiek. In 1976 keerde hij terug in Groot-Brittannië, maar bleef altijd bij de sport betrokken in verschillende hoedanigheden. Zo was hij assistent manager van het Britse olympisch team tijdens de Olympische Spelen van 1980 en werd hij later sportcommentator bij de BBC. Op 17 juni 2006 werd hij commandeur in de Orde van het Britse Rijk (CBE), nadat hij in 1967 al was benoemd tot lid van de Orde van het Britse rijk (MBE).
In zijn actieve tijd was Davies aangesloten bij de Roath Harriers.

## Titels
- Olympisch kampioen verspringen - 1964
- Gemenebest kampioen verspringen - 1966, 1970
- Europees kampioen verspringen - 1966
- Europees indoorkampioen verspringen - 1967
- Brits kampioen verspringen - 1964, 1966, 1967, 1968, 1969
- Brits indoorkampioen verspringen - 1963, 1966, 1972

## Persoonlijke records
| Onderdeel          | Prestatie | Jaar |
| ------------------ | --------- | ---- |
| 100 yd             | 9,7       | 1964 |
| 100 m              | 10,4      | 1967 |
| verspringen        | 8,23      | 1968 |
| hink-stap-springen | 15,43     | 1962 |

## Palmares

### verspringen
- 1962:  AAA indoorkamp. - 7,16 m
- 1962: 11e EK - 7,33 m
- 1962: 4e Gemenebestspelen - 7,72 m
- 1963:  AAA indoorkamp. - 7,48 m
- 1963:  AAA kamp. - 7,50 m
- 1964:  AAA kamp. - 7,95 m (rugwind)
- 1964:  OS - 8,07 m
- 1965:  Universiade - 7,89 m
- 1966:  AAA indoorkamp. - 7,85 m
- 1966:  AAA kamp. - 8,06 m
- 1966:  EK - 7,98 m
- 1966:  Gemenebestspelen - 7,99 m
- 1967:  EK indoor - 7,85 m
- 1967:  AAA kamp. - 7,94 m
- 1968:  AAA kamp. - 7,94 m
- 1968: 9e OS - 7,94 m
- 1969:  EK indoor - 7,76 m
- 1969:  AAA kamp. - 7,62 m
- 1969:  EK - 8,07 m (wind)
- 1970:  Gemenebestspelen - 8,06 m (wind)
- 1971:  AAA kamp. - 7,77 m
- 1971: 4e EK - 7,85 m
- 1972:  AAA indoorkamp. - 7,51 m
- 1972: 8e EK indoor - 7,64 m
- 1972:  AAA kamp. - 7,74 m

### 100 yd
- 1964:  AAA kamp. - 9,7 s

### 4 x 100 m
- 1964: 8e OS - 39,7 s
- 1966: 5e EK - 40,1 s

1896: Ellery Clark ·
1900: Alvin Kraenzlein ·
1904: Meyer Prinstein ·
1908: Frank Irons ·
1912: Albert Gutterson ·
1920: William Petersson ·
1924: William DeHart Hubbard ·
1928: Ed Hamm ·
1932: Ed Gordon ·
1936: Jesse Owens ·
1948: Willie Steele ·
1952: Jerome Biffle ·
1956: Greg Bell ·
1960: Ralph Boston ·
1964: Lynn Davies ·
1968: Bob Beamon ·
1972: Randy Williams ·
1976: Arnie Robinson ·
1980: Lutz Dombrowski ·
1984: Carl Lewis ·
1988: Carl Lewis ·
1992: Carl Lewis ·
1996: Carl Lewis ·
2000: Iván Pedroso ·
2004: Dwight Phillips ·
2008: Irving Saladino ·
2012: Greg Rutherford ·
2016: Jeff Henderson ·
2020: Miltiadis Tentoglou ·
2024: Miltiadis Tentoglou
- World Athletics: 14345497
- International Standard Name Identifier: 0000 0000 5900 8147
- Library of Congress Control Number: nb2009008243
- Virtual International Authority File: 86294119
- WorldCat: E39PBJbGVRYD6bMjgfydRm6VG3